# Płamen Nikołow (polityk)
Płamen Nikołaew Nikołow, bułg. Пламен Николаев Николов (ur. 29 lipca 1977 w Gornej Orjachowicy) – bułgarski polityk i menedżer, poseł do Zgromadzenia Narodowego.

## Życiorys
Absolwent Uniwersytetu Sofijskiego im. św. Klemensa z Ochrydy, na którym w 2000 uzyskał magisterium z historii i filozofii nauki oraz technologii. Kształcił się również na Universität Klagenfurt. Pracował w sektorze prywatnym, był m.in. dyrektorem do spraw sprzedaży w firmie będącej dilerem Toyoty w Bułgarii, a także dyrektorem handlowym przedsiębiorstwa zajmującego się importem samochodów Daihatsu. W latach 2010–2012 zarządzał bułgarskim oddziałem przedsiębiorstwa Gustav Hensel, działającego na rynku instalacji elektrycznych. Później był głównym menedżerem na Europę, Bliski Wschód i Afrykę firmy Finis, operującej na rynku sprzętu pływackiego.
W lutym 2020 został członkiem komisji arbitrażowo-kontrolnej nowego ugrupowania Jest Taki Lud, które założył piosenkarz i prezenter telewizyjny Sławi Trifonow. W wyborach parlamentarnych w kwietniu 2021 z listy tej partii uzyskał mandat posła do Zgromadzenia Narodowego 45. kadencji. W przedterminowych wyborach z lipca tegoż roku z powodzeniem ubiegał się o poselską reelekcję. Został następnie kandydatem swojego ugrupowania na premiera, przyjmując w jego imieniu 30 lipca 2021 od prezydenta Rumena Radewa misję utworzenia rządu; 10 sierpnia 2021 wycofał swoją kandydaturę na urząd premiera. W kolejnych wyborach z listopada 2021 ponownie został wybrany na posła.